# 훠잉역
훠잉역(霍营站)은 베이징 지하철 8호선, 베이징 지하철 13호선의 역이다. 13호선 상의 역 번호는 1309이다.

## 위치
이 역은 철도 북쪽의 황핑로(黄平路) 및 솽사 철로(双沙铁路) 교차 구간에 있다. 주변은 주거 지역이다.

## 역 구조

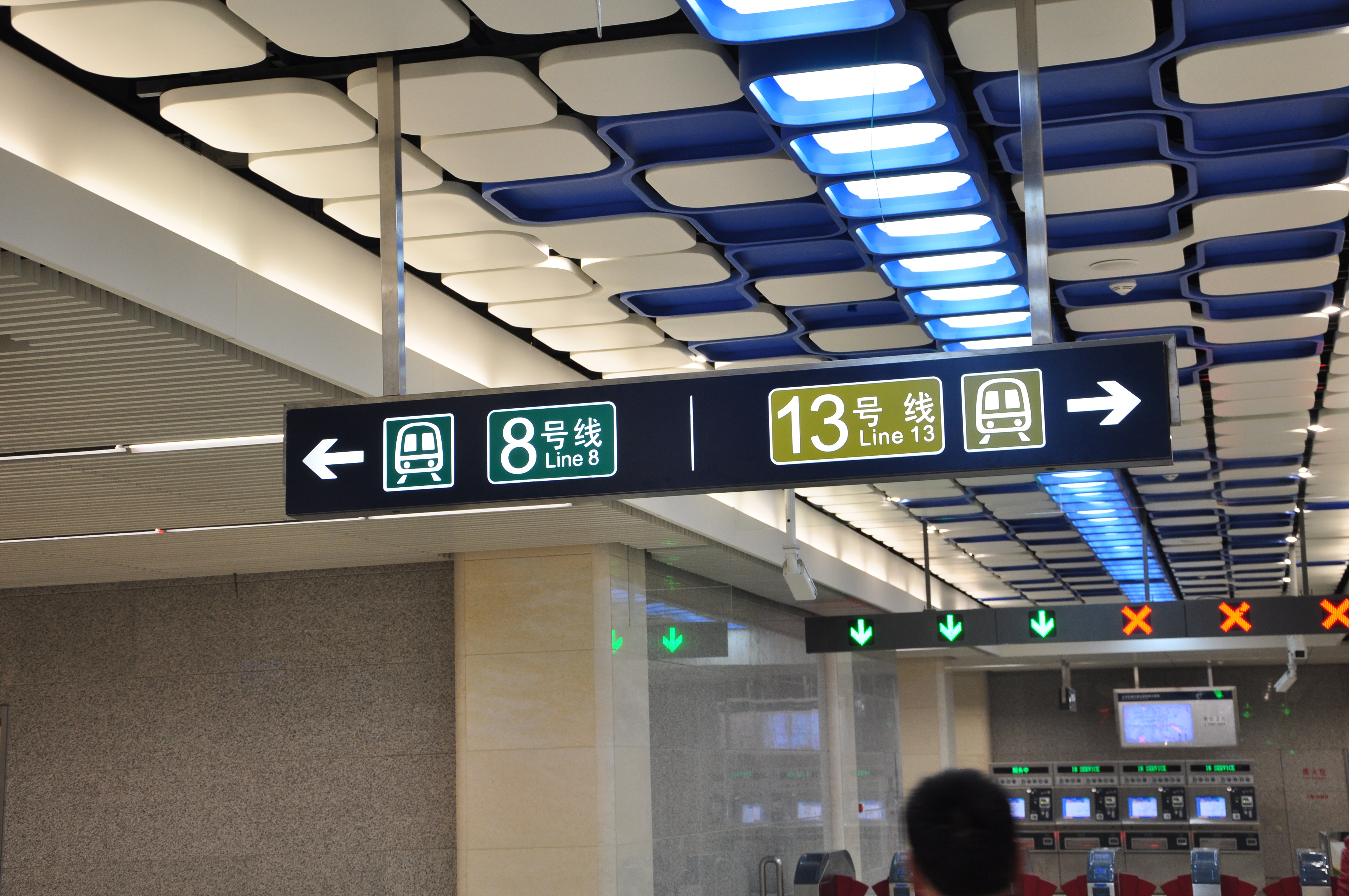
훠잉 역 8호선 환승 표지판

13호선은 지상역에, 쌍섬식 승강장으로 철도와 평행하게 설계되어, 2002년에 개장했다. 훠잉 역에는 4개의 궤도가 있으며, 후이룽관(回龙观) 차량기지에 연결된 외부 선로가 차량 주박용으로 사용된다.
8호선은 지하역으로, 황핑로(黄平路)와 평행을 이루게 설계되어 2011년에 개장했다. 두 선은 작은 각도로 교차된다.
두 노선의 대합실은 지하 1층(13호선 승강장 아래, 8호선 승강장 위에 위치)에 있으며, 약 80m 길이의 이동 통로를 통해 승객은 두 노선 간에 환승할 수 있다.

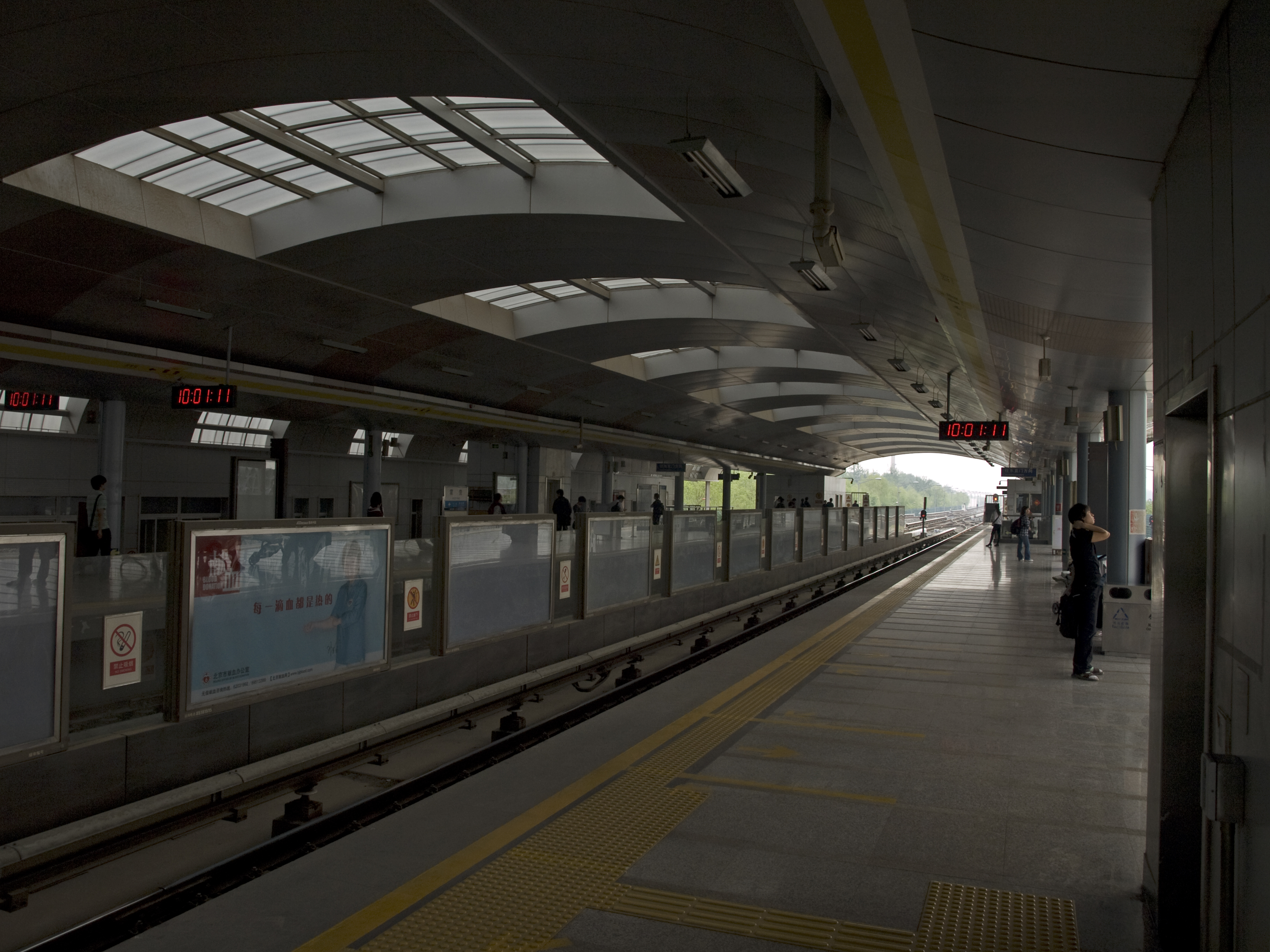
훠잉 역 13호선 승강장
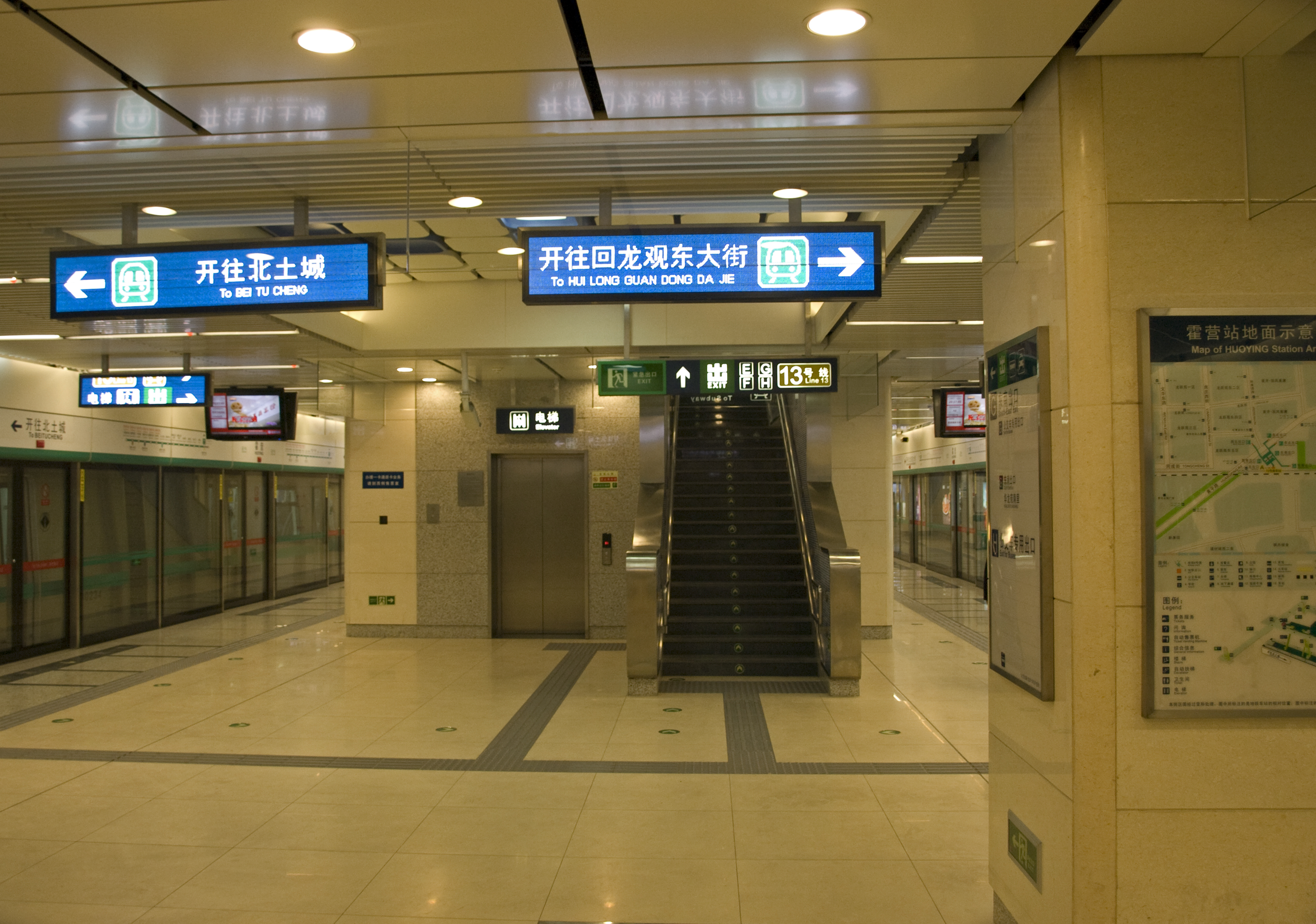
훠잉 역 8호선 승강장

| 2층 승강장 | 궤도                   | ←후이룽관 차량단 열차 반환 연결(출고/입고)             |                               |
| 2층 승강장 | 섬식 승강장            |                                                        |                               |
| 2층 승강장 | 궤도                   | ←■ 13호선 리수이차오(상행 방면)                        |                               |
| 2층 승강장 | 궤도                   | ■ 13호선 후이룽관(하행 방면)→                          | ■ 13호선 후이룽관(하행 방면)→ |
| 2층 승강장 | 섬식 승강장            |                                                        |                               |
| 2층 승강장 | 궤도                   | 후이룽관 방면 열차 출고(출고/입고)→                    |                               |
| 1층        | 13호선 대합실          | 매표소, 승차권 자동판매기, 조회기, 이카통(一卡通) 충전 |                               |
| 지면       | -                      | 출구                                                   |                               |
| 지하 1층   | 8호선 대합실, 환승통로 | 매표소, 승차권 자동판매기, 조회기, 이카통 충전         |                               |
| 지하 2층   | 궤도                   | ←■ 8호선 난뤄구샹 장면(위신)                           |                               |
| 지하 2층   | 섬식 승강장            |                                                        |                               |
| 지하 2층   | 궤도                   | ■ 8호선 주신좡 장면(후이룽관둥다제)→                   |                               |

- 훠잉 역 13호선 승강장
- 훠잉 역 8호선 승강장

## 출구

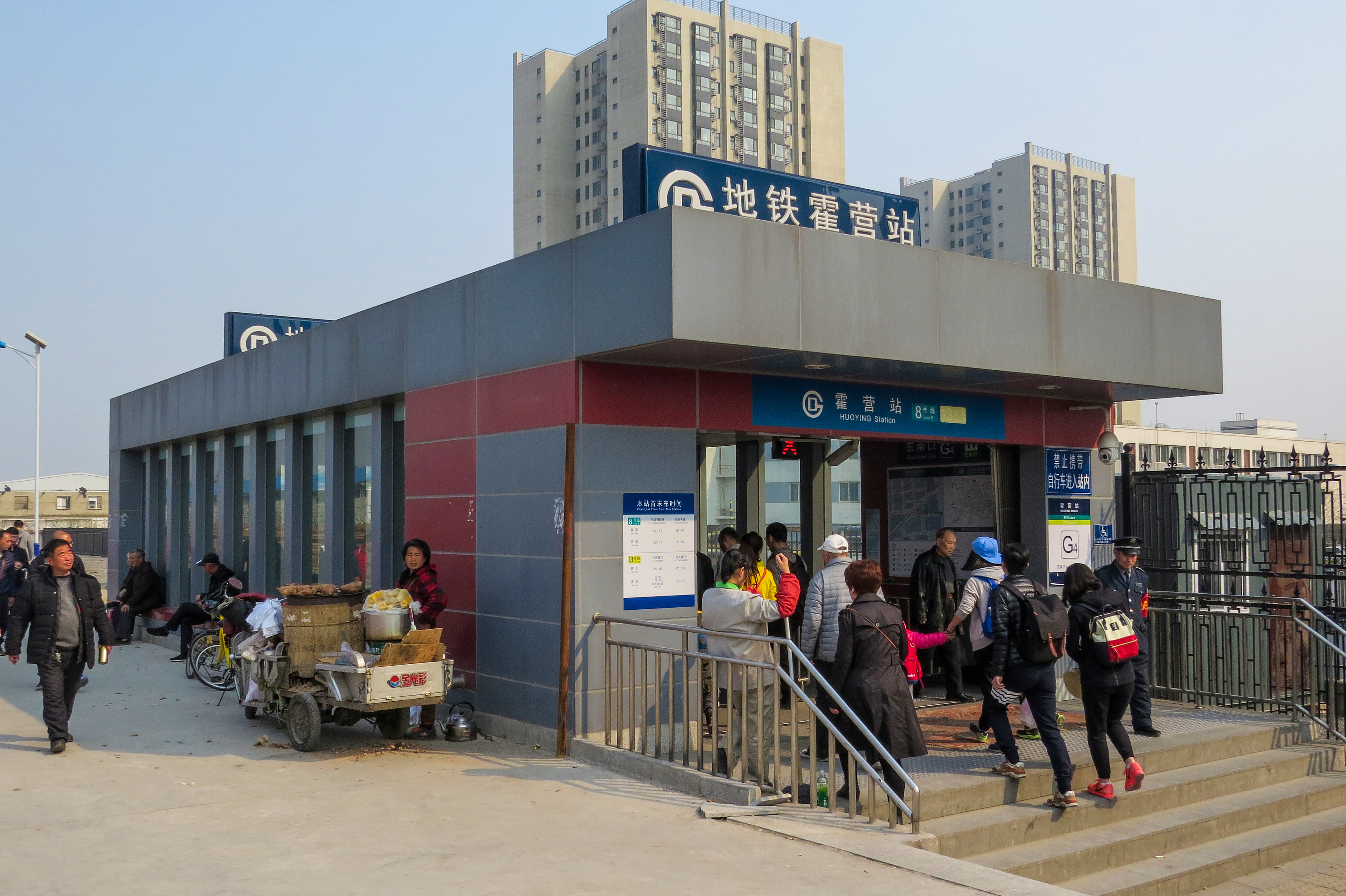
훠잉 역 G4 출구, S2선 황투뎬 역에서 약 240m 미터 떨어져있다.

8호선은 8개의 출구(E, F1, F2, G1, G2, G3, G4, H)를 가지며, 13호선은 하나의 출구(A)를 가진다. G1 및 H 출입구는 지상 14,000 평방미터의 버스 정류장에 대응하여, 버스 노선과의 환승에 사용된다. 또한 훠잉 역 밖에서 14000 평방미터의 파크 앤드 라이드 주차장이 있다.
8호선과 13호선에 관계없이 철도를 통한 지하 입구가 계획되어 있지만, 2015년 4월 29일 이전에 솽사 철로(双沙铁路)의 남쪽이 개통되지 않았으며, 철도 건설을 할 필요가 있었기 때문에, 통로는 오랫동안 중단된 상태였다가, 2014년 8월 지하철 13호선-솽사 철로간의 통로가 완성되었다. 우회 도로 문제를 해결하기 위해, 철도의 남쪽에 위치한 치성자위안 소구(旗胜家园小区)의 소유주는 주민들이 훠잉 역에 갈 수 있도록 철도 아래에 작은 도로 "치신 로(旗心路)"를 건설하기 위해 기금을 마련했지만, 이 프로젝트는 기획 부서에서 승인하지 않았다.
2015년 4월 29일에, 훠잉 역의 G3 및 G4 출구가 열렸으며, 인근 주민들은 지하철역까지 단 5분만에 이동할 수 있다.G4 출구에는 또한 베이징 교외철도 S2선의 임시역인 황투뎬 역을 연결하는 도로가 있다.
| 출구                              | 출구 인근                                                                                |
| --------------------------------- | ---------------------------------------------------------------------------------------- |
| 出口 · A                          | 황핑로(黄平路)                                                                           |
| 出口 · E                          | 커싱 서로(科星西路), 황핑로, 룽웨위안 동서구(龙跃苑东四区), 룽웨이안 동5구(龙跃苑东五区) |
| 出口 · F · 1                      | 황핑로(북측), 커싱 서로, 룽웨교(龙跃街), 소우카이 국풍미당(首开国风美唐)                 |
| 出口 · F · 2                      | 황핑로(남측), 화룽위안 남리(华龙苑南里)                                                  |
| 出口 · G · 1                      | 버스 전용 출구                                                                           |
| 出口 · G · 2                      | 화룽위안 남리                                                                            |
| 出口 · G · 3                      | 빈칸                                                                                     |
| 出口 · G · 4                      | S2선 황투뎬 역, 치성 가원(旗胜家园)                                                      |
| 出口 · H                          | 버스 전용 출구                                                                           |
| 아이콘 설명: 경사로 \| 엘리베이터 |                                                                                          |

## 역사
이 역은 13호선(당시 "베이징 도시철도(北京城市铁路)"로 불림) 개통 이전 계획에서는 후이룽광 동역(回龙观东站)이라 불렀으며, 2004년 6월에, 훠잉 촌(霍营村)과 맞닿았다 하여, 훠잉 역이라는 이름을 얻었고, 같은 해 9월 28일에 13호선 서쪽 구간의 종착역으로 운행했다.2003년 1월 28일, 훠잉-둥즈먼 구간이 개통하면서, 훠잉 역은 더 이상 종착역이 아니게되었다.8호선 훠잉 역은 2011년 12월 31일에 사용되었다.
2016년 11월 3일 S2선 열차의 출발과 관련하여 역은 황투뎬 임시역으로 이전했다. 베이징 지하철 운영 제3지부는 13호선에서 훠잉역의 막차를 10분 연장했다.

## 환경
이 역에는 2008년 이래로 2개의 출구가 있으며, 인근 주거 지역과 지하철 8호선 건설 문제로 인해, 훠잉의 철도 부근의 교통량은 혼란스러웠고, 비가 올 경우 도로 조건은 이상적이지 않다. 훠잉 역은 지하철 13호선의 출발역에 위치하고 있었으어, 아침과 저녁 혼잡 시간대에 동서 방향에서 쉽게 탑승할 수 있다.

## 인접역
| 베이징 지하철 8호선        | 베이징 지하철 8호선    | 베이징 지하철 8호선                 |
| -------------------------- | ---------------------- | ----------------------------------- |
| 후이룽관둥다제 주신좡 방면 | ■ 베이징 지하철 8호선  | 위신 난뤄구샹 방면                  |
| 베이징 지하철 13호선       |                        |                                     |
| 후이룽관 시즈먼            | ■ 베이징 지하철 13호선 | 젠차이청둥루 리수이차오 둥즈먼 방면 |